# Viki Glovacki
Viki Glovacki (Rijeka, 11. rujna 1919. – Zagreb, 14. siječnja 1976.), bio je hrvatski zabavni umjetnik, pjevač, redatelj i glumac.
Brat je poznatog hrvatskog odvjetnika Ive Glowatzkog i stric glazbenika Tonija Glowatzkog.

## Životopis
Viki Glovacki rođen je u Rijeci 1919. godine. Završio je gimnaziju u vrijeme izbijanja Drugoga svjetskog rata pa se prijavio u domobransku dočasničku školu. U Zagrebu je tijekom Drugoga svjetskog rata, kao pripadnik Prosvjetne bojne, preuzeo vođenje radio emisije Hrvat u borbi. Za tu je emisiju izabirao sugovornike i pisao tekstove, te je bila najslušanija emisija toga doba. Istodobno je sa svojim skečevima i stihovima redovito nastupao na zabavama i čajankama u Hrvatskoj radničkoj komori. Nakon Drugoga svjetskog rata Glovacki je uhićen kao narodni neprijatelj i osuđen na 6 godina tamnice. U kaznionici u Staroj Gradiški bio je od 1945. do 1951. godine. Otpušten s robije, imao je zabranu javnog nastupanja pa je neko vrijeme anonimno pisao tekstove za priredbe Zagrebačkog varijetea, preteče današnjeg Kerempuha. U Varijeteu je Glovacki pokazao da robija nije utjecala na raskoš njegova satiričkog talenta. 
Iznimno darovit i poduzetan Glovacki se okrenuo i pisanju pjesama, od kojih su možda najpoznatije "Dobro mi došel prijatel" i "Pod starim krovovima". Bio je vrlo čest gost na Krapinskom i Zagrebačkom festivalu, a u povijesti hrvatske zabavne glazbe bit će trajno upamćen po izvedbi balade "Zadnji fijaker" Drage Britvića, Pere Zlatara i Stjepana Mihaljinca. Veliku je naklonost publike stekao i organizacijom Prvog pljeska, natjecanja u kojem su karijeru počele mnoge hrvatske glazbene zvijezde.
Jedan od hrvatskih najpoznatijih zabavnih umjetnika Viki Glovacki umro je 14. siječnja 1976. godine u Zagrebu. Pokopan je na zagrebačkome groblju Mirogoju.

## Filmografija

### Filmske uloge
- "Milioni na otoku" kao frizer (1955.)
- "Ne okreći se, sine" kao portir (1956.)
- "Tko pjeva zlo ne misli" kao pjevač s violinom (1970.)

## Vanjske poveznice
- Jutarnji.hr – Željko Ivanjek: "Životna ispovijest: Udovica zabavljača kojeg komunisti nisu voljeli (intervju s gospođom Zdenkom Glovacki objavljen 7. veljače 2017.)
- Danko Plevnik: »Viki Glovacki«, u: Zadarska smotra. Godište LXVIII, broj 1-3, str. 70–74, 2019.
- Barikada.com – Izložba u Muzeju grada zagreba: "Dobro mi došel prijatel / Viki Glovacki"
- Viki Glovacki na Discogsu
- Viki Glovacki u internetskoj bazi filmova IMDb-u (engl.)
- HDS ZAMP – Baza autora: Viktor Glovacki